# كارلوتا بيريز
كارلوتا بيريز (بالإسبانية: Carlota Pérez) هي اقتصادية وأستاذة جامعية فنزويلية، ولدت في 20 سبتمبر 1939 في كاراكاس في فنزويلا.

## وصلات خارجية
- الموقع الرسمي